# Richard McGonigal
Richard McGonigal (* 14. Februar 1902 in Dublin; † 24. Januar 1964 ebenda) war ein irischer Jurist und Richter am Europäischen Gerichtshof für Menschenrechte.

## Werdegang
McGonigal wurde 1902 als ältester Sohn des Richters am County Court John McGonigal und seiner Frau Margaret südlich der Docklands in Dublin geboren. Die Familie zog 1922 nach Belfast. McGonigals Bruder Ambrose (1917–1979) wurde Richter am High Court von Nordirland.
Seine Schulzeit verbrachte McGonigal in Dublin und in Kildare. McGonigal zeigte großes Interesse an Mathematik und studierte später Naturwissenschaften am University College Dublin. Er war Abschlussbester seines Jahrgangs in der Barristerausbildung am King’s Inns im November 1925. Im Januar 1940 wurde er zum Senior Counsel ernannt. Als künstlerisch interessierte Person gehörte er zum Board der irischen Nationalgalerie. Er selbst besaß zahlreiche Kunstwerke, u. a. von Jack Butler Yeats. Ihm wird nachgesagt, dass er die bedeutendste Jadesammlung in Irland besaß. Zum Zeitpunkt seines Todes war er Vorsitzender des National Trust for Ireland (An Taisce).
1959 wurde er zu einem der 15 Richter am Europäischen Gerichtshof für Menschenrechte gewählt. Am 20. April 1959 trat er dann sein Amt an, das er bis zu seinem Tode hielt.